# St. Archangel Michael kirke
St. Archangel Michael kirken er en ukrainsk trækirke, der ligger i forstaden til Uzhok og blev opført i 1745. Kirken er bygget af træ, et sakristi er bygget af mursten. I juni 2013 kom kirken på UNESCOs Verdensarvsliste.
- Kirkeskibet
- Ikonostase
- 1919 fotografi